# Mario Todorović
Mario Todorović, född 11 oktober 1988, är en kroatisk simmare.
Todorović tävlade i två grenar (100 meter fjärilsim och 4 x 100 meter medley) för Kroatien vid olympiska sommarspelen 2008 i Peking. Vid olympiska sommarspelen 2012 i London blev Todorović utslagen i försöksheatet på 50 meter frisim.
Vid olympiska sommarspelen 2016 i Rio de Janeiro blev Todorović utslagen i försöksheatet på 50 meter frisim.